# Piaszczyste wydmy Tottori

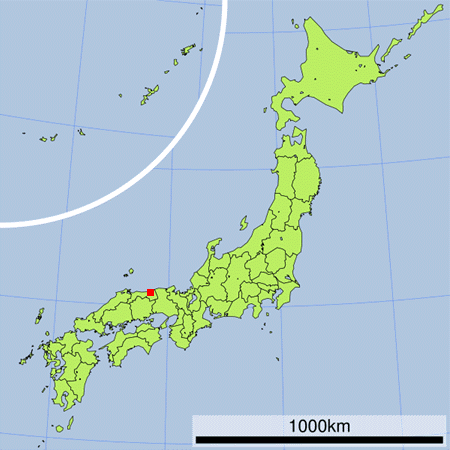
Lokalizacja wydm Tottori

Piaszczyste wydmy Tottori (jap. 鳥取砂丘 Tottori sakyū) – największe w Japonii piaszczyste wydmy o długości 16 km i szerokości 2,4 km, ciągnące się wzdłuż wybrzeża Morza Japońskiego, w prefekturze Tottori.

## Opis
Wydmy zostały uformowane przez piasek nanoszony z gór Chūgoku przez rzekę Sendai (dł. 52 km) i ukształtowane przez prądy i wiatry morskie.
Wydmy istnieją od ponad 100 000 lat. Obszar ten jest uderzająco sprzeczny z resztą Japonii, gdzie występuje większa wilgotność i deszcze. Technicznie nie jest to pustynia, ale temperatura piasku może szybko wznieść się do ponad 50°C w słoneczne, letnie dni. 
Na wydmach żyje około 16 odpornych gatunków roślin i kilka rodzajów zwierząt. Ze względu na rozmnażanie roślin inwazyjnych prowadzi się programy odchwaszczania w celu utrzymania naturalnej ekologii.
Najwyższe wydmy osiągają wysokość około 90 m nad poziom morza. Główny grzbiet ma około 40 m wysokości. Wydmy osiągają nachylenie nawet 40 stopni ze względu na wilgotność. 

## Turystyka
Większość ludzi poznaje wydmy spacerując, ale jest wiele atrakcji. Można skorzystać z przejażdżki wielbłądem lub osłem. Jazda na wielbłądzie jest krótka i droga. Jazda wózkiem z osłem lub mułem jest nieco dłuższa i tańsza.
Silne, dominujące wiatry u wybrzeży Morza Japońskiego sprawiają, że paralotniarstwo na szczytach wydm staje się popularnym sposobem na uzyskanie unikalnej perspektywy.
Najlepszy czas na oglądanie wydm jest rano, zanim inni turyści zadepczą sfałdowania piasku, stworzone przez wiatr. Po południu temperatura odsłoniętego piasku osiąga 64°C. Przez większość dni chodzenie boso po piasku jest całkiem przyjemne. Poleca się również wycieczki po wydmach w świetle księżyca.
Duże grupy mogą zarezerwować przewodnika, który oprowadzi je po okolicy i wyjaśni wszystkie cechy wydm.
W 1955 roku wydmy otrzymały status pomnika przyrody od Japonii. Są one włączone do Parku Narodowego San’in Kaigan.
Władze miasta Tottori w dniu 18 listopada 2016 roku w sąsiedztwie wydm otworzyły Galerię Sztuki Piasku (jap. Suna no Bijutsukan, ang. The Sand Museum), która prezentuje rzeźby wykonane z piasku
W 1955 roku wydmy otrzymały status pomnika przyrody.

## Ciekawostki kulturalne
W 1923 roku pisarz Takeo Arishima (1878–1923) przybył na wykład do Tottori i odwiedził wydmy. Następnie jako pierwszy opisał je w przejmującym wierszu o głębokim cierpieniu, które odczuwał, stojąc pośrodku wydm. Jego rozpacz i załamanie wynikały częściowo z jego związku z dziennikarką Akiko Hatano, zamężną kobietą, która była redaktorką popularnego magazynu dla kobiet. Jej mąż oskarżył Arishimę o romans i rozbicie rodziny. Kilka tygodni później Arishima i jego kochanka popełnili podwójne samobójstwo. Zdarzenie to sprawiło, że wydmy stały się słynne w całym kraju.
Natomiast w latach 60. XX w. wydmy Tottori stały się miejscem akcji słynnej książki japońskiego pisarza Kōbō Abe, zatytułowanej „Kobieta z wydm”, a następnie filmu pod tym samym tytułem.  

## Galeria

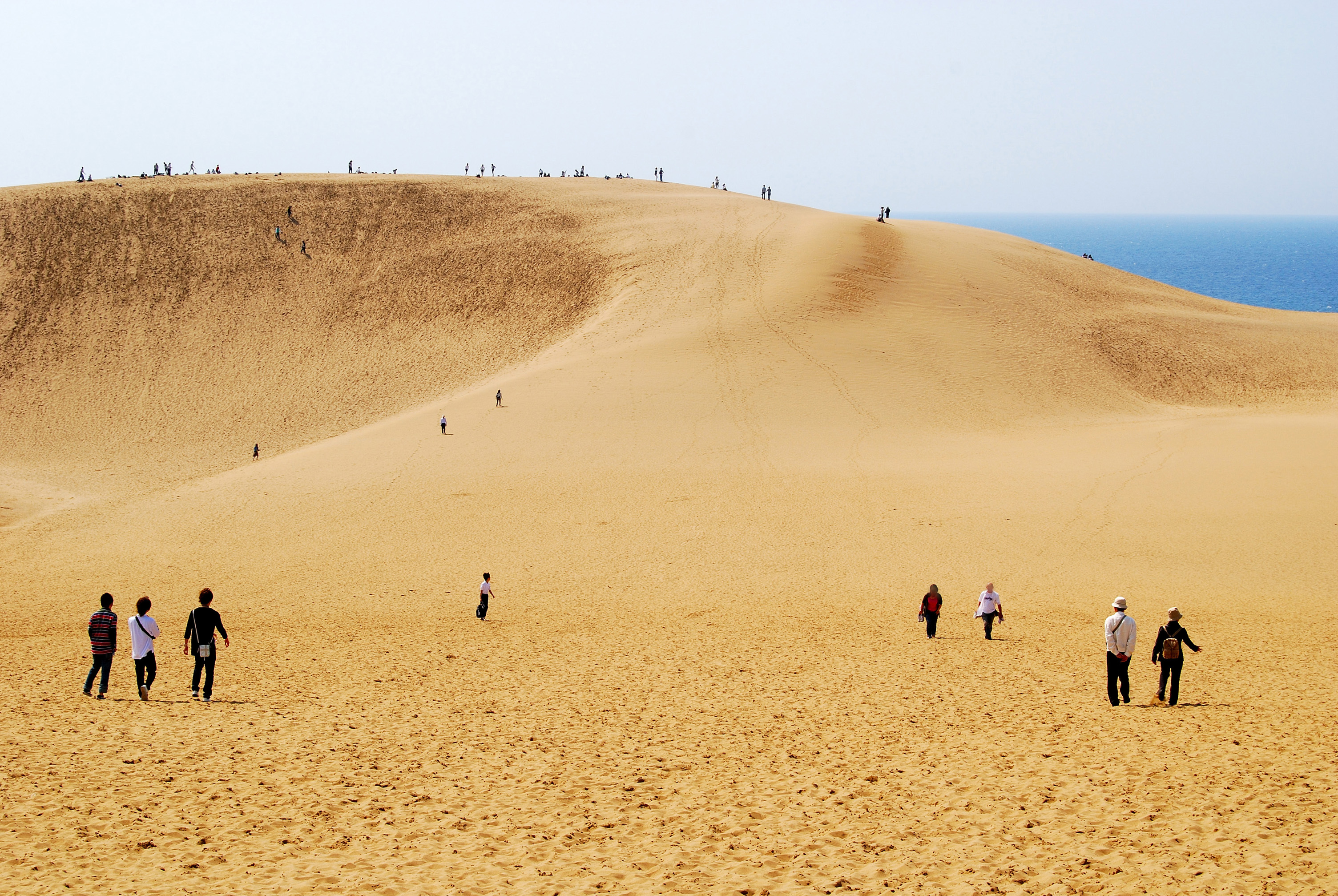
Wydmy Tottori
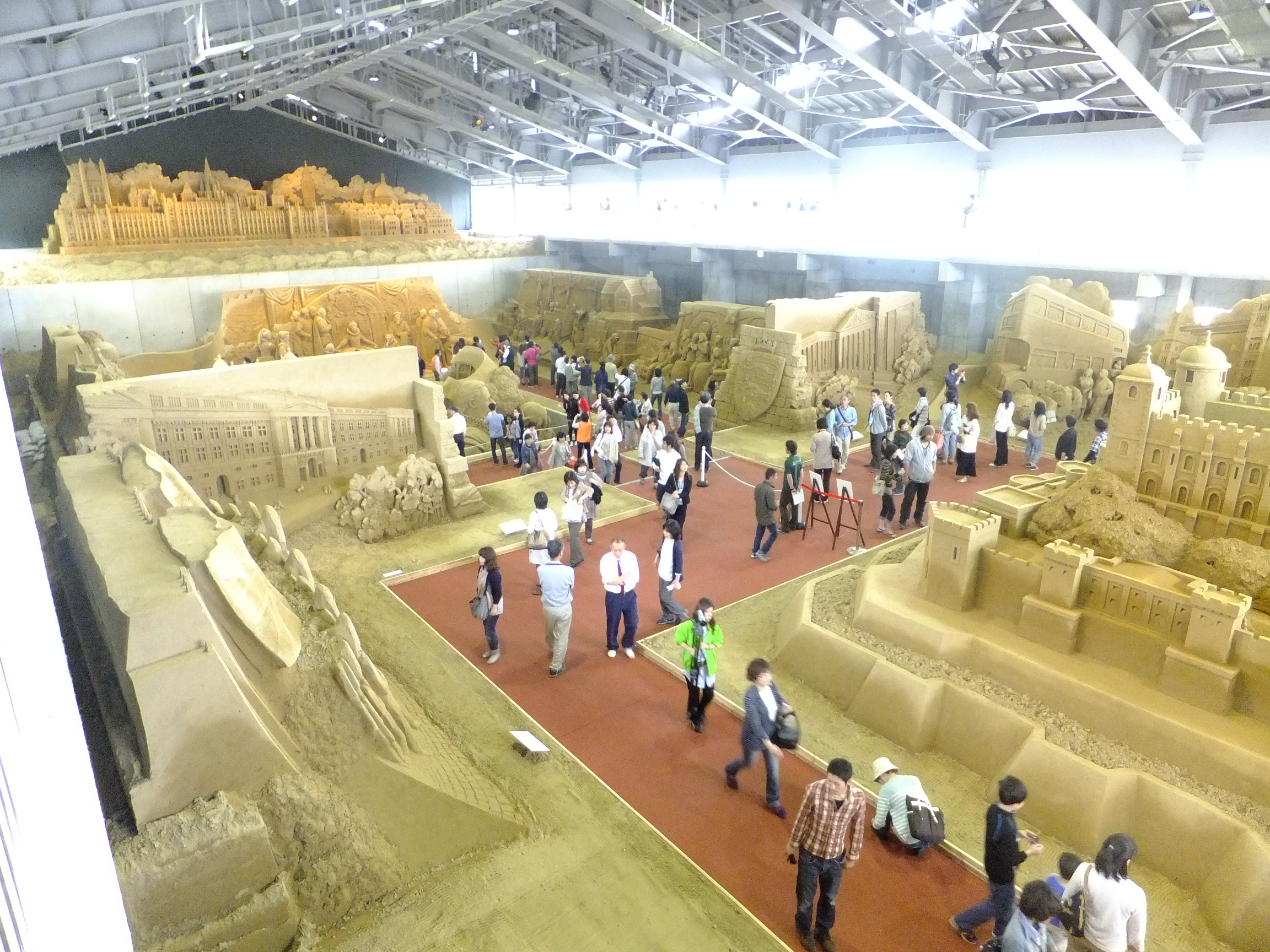
Galeria Sztuki Piasku (Suna no Bijutsukan)
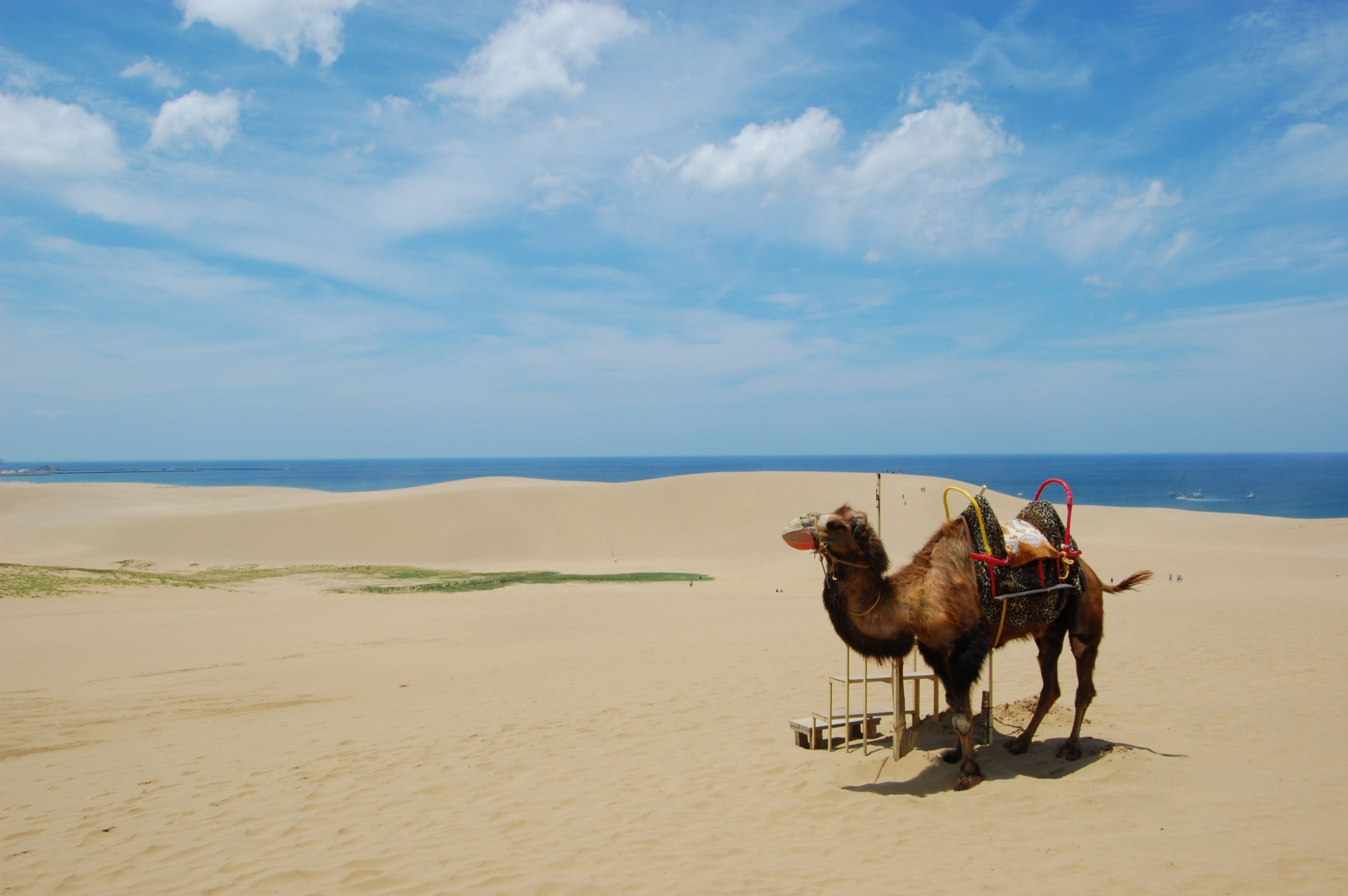
Wielbłąd do wynajęcia
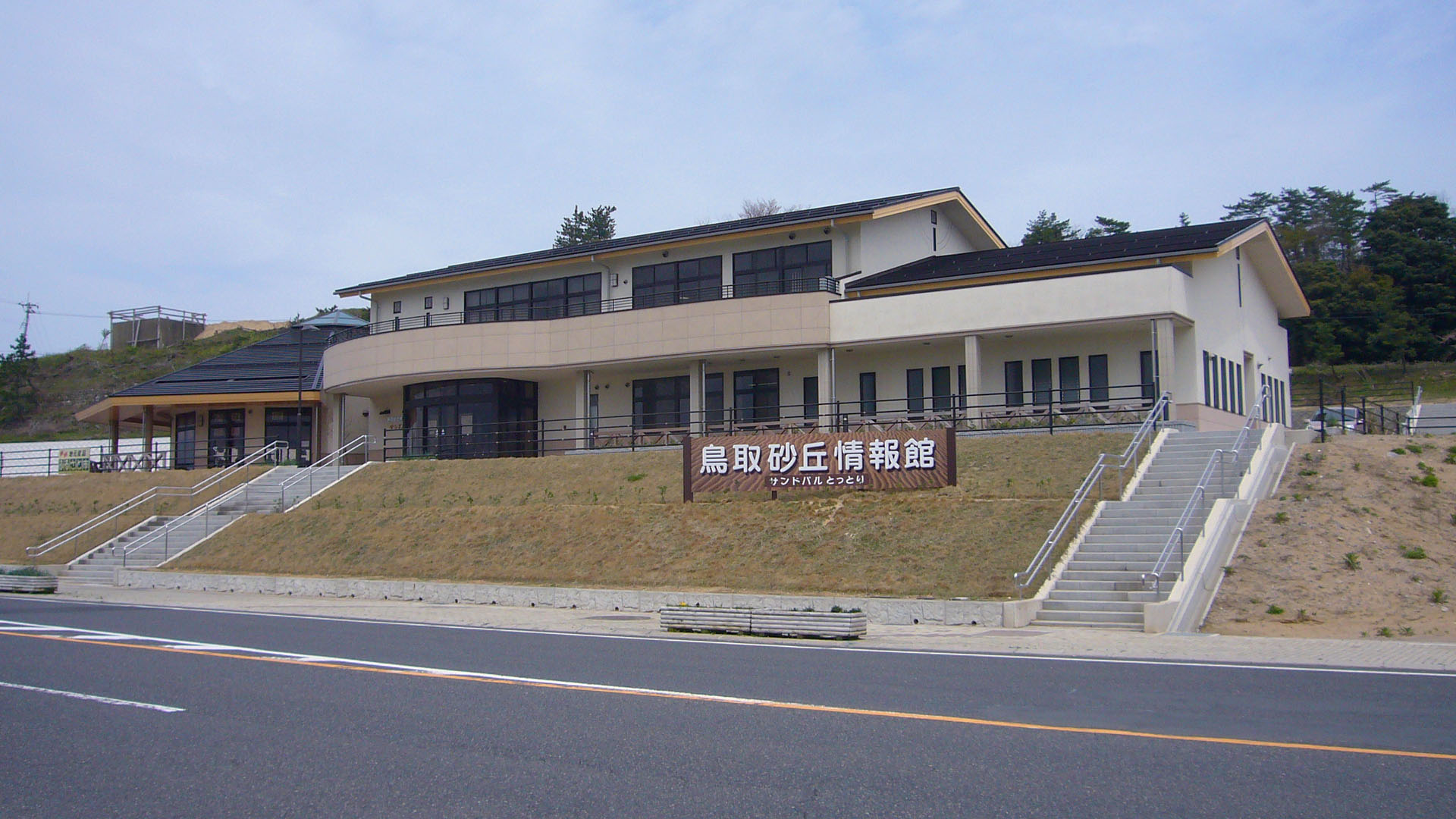
Centrum informacyjne